# 宮古民政府
宮古民政府（英語：Miyako Civil Government；日语：／ Miyako minseifu），為美軍佔領宮古群島時所設置的行政管理機關，設立於1947年3月。由稍早設置的宮古支廳長具志堅宗精擔任宮古民政府知事，同時並設立諮詢機關「宮古議會」（後改為宮古民政議會）。宮古民政府直到1950年11月改組為宮古群島政府。

## 民政府設立前的宮古支廳
1945年原日本政府設置的「宮古支廳」在沖繩島戰役後因沖繩縣廳的機能喪失，導致宮古支廳失去機能，美國軍政府於宮古群島重新設置「宮古支廳」，負責包括警察、司法和郵政等業務。宮古支廳直到1947年改制為宮古民政府。

### 宮古支廳的行政組織
- 支廳長
  - 總務課
  - 勞務課
  - 財務課
  - 產業課
  - 土木課
  - 衛生課
  - 警察署
  - 郵便局

## 宮古議會
宮古支廳的諮詢機關「宮古支廳議會」於1946年成立，為宮古議會的前身，權限包括預算審查及提案等。隨著宮古民政府的改組，宮古議會也改為宮古民政議會。直到1950年，宮古政府改組為宮古群島政府時，宮古民政議會也改為宮古群島議會。